# StadtLandBus

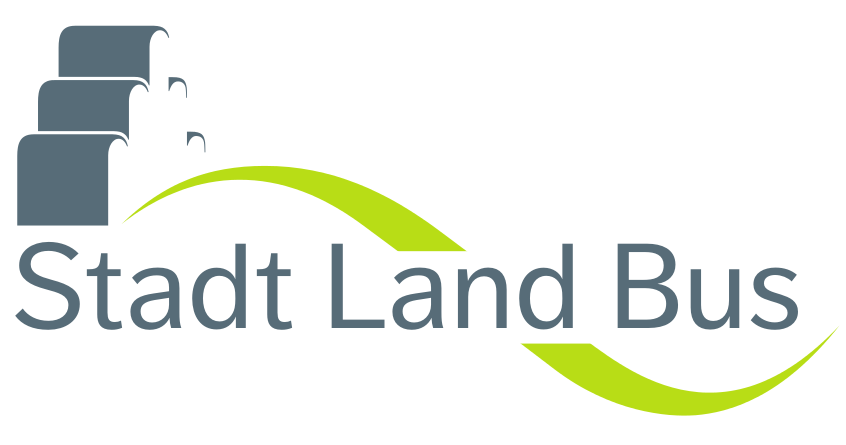
Historisches Logo von 2014

Die StadtLandBus GmbH, kurz SLB, ist ein Zusammenschluss aus folgenden Busunternehmen aus dem Kreis Darmstadt-Dieburg und dem Odenwald: Müller Riedstadt, Heinrich Jungermann Groß-Umstadt, Reisebüro Wissmüller Michelstadt und Sauter Beerfelden. Der Name des Unternehmens ist eine Anlehnung an das Quizspiel Stadt, Land, Fluss. Das Unternehmen hat seinen Sitz in Reinheim.

## Geschichte
Am 11. November 2013 wurde bekannt, dass das Darmstädter Busunternehmen HAV Verkehrsbetriebsgesellschaft nicht mehr zahlungsfähig ist. Der Insolvenzverwalter sah allerdings trotzdem gute Perspektiven für die Fahrer. Am 20. Dezember 2013 wurde bei der DADINA-Verbandversammlung beschlossen, die bisher von der HAV bedienten Linien zum 1. März 2014 neu zu vergeben. Den Zuschlag für das Linienbündel Weiterstadt erhielt die HEAG mobiBus, die Linien K55, K56, K57, K58 und K85 erhielt die neu gegründete StadtLandBus GmbH. Eine Voraussetzung für den Zuschlag war, die HAV-Mitarbeiter zu übernehmen. Die Notvergabe für die Linienbündel Ober-Ramstadt (K56, K57 und K58) und Reinheim (K55, K85) läuft befristet bis Dezember 2017. Die europaweite Ausschreibung für die Linien wurde nicht gewonnen, sodass der Linienverkehr von StadtLandBus am 9. Dezember 2017 eingestellt wurde.

## Linien
Die StadtLandBus GmbH übernahm die fünf HAV-Linien aus den Linienbündeln Ober-Ramstadt und Reinheim. Zum April 2017 gab es einen größeren Fahrplanwechsel für beide Linienbündel, zum einen entfällt die Wendemöglichkeit für Gelenkbusse in Niedernhausen, weshalb auf der Linie K85 nur noch Solobusse verkehren können. Die Linie K85 verkehrt nun über die B38 an Reinheim vorbei, dafür wurde die Linie K55 von einem 60-Minuten-Takt auf einen 30-Minuten-Takt verstärkt, um weiterhin von Reinheim einen 30-Minuten-Takt nach Darmstadt anbieten zu können. Die Linie K58 wurde neu geordnet, von Groß-Bieberau zum Reinheimer Bahnhof verlängert und verkehrt nun im 60-Minuten-Takt, eine Fahrt über Asbach und eine Fahrt über Klein-Bieberau nach Ernsthofen. Nach heftigen Beschwerden führte die DaDiNa einen neuen Schnellbus von Groß-Bieberau Schule über Reinheim, Spachbrücken, Georgenhausen und Zeilhard nach Darmstadt zum Mathildenplatz. Die Linie K87 verkehrt damit ab Reinheim auf dem gleichen Linienweg wie die alte Linie K85 und ist somit zwischen Reinheim und Darmstadt 4 Minuten schneller als die Linie K55.
| Linie                  | Fahrweg | Fahrzeugeinsatz                                     |
| ---------------------- | --- | --------------------------------------------------- |
| K55                    | Darmstadt Hbf – Roßdorf – Zeilhard – Georgenhausen – Spachbrücken – Reinheim – Ueberau Karl-Marx-Straße                                       | Gelenkbusse, Ausnahmen im Schüler- und Nachtverkehr |
| K56                    | Darmstadt Hbf – Roßdorf – Ober-Ramstadt – Hahn – Wembach – Rohrbach – Asbach Sandstraße / Nieder-Modau am Schloßberg                          | Solobusse, Ausnahmen im Schülerverkehr              |
| K57                    | Reinheim Bf – Groß-Bieberau – Niedernhausen – Billings – Steinau – Lützelbach – Neunkirchen – Brandau Feuerwehr                               | Solobusse                                           |
| K57 Schülerbeförderung | Meßbach alte Schule – Nonrod – Niedernhausen Grundschule                                                                                      | Kleinbusse                                          |
| K58                    | Reinheim Bf – Groß-Bieberau – Lichtenberg – Rodau – Asbach/Klein-Bieberau/Webern – Ernsthofen Schule (– Ober-/Nieder-Modau – Rohrbach Kirche) | Solobusse                                           |
| K85                    | Darmstadt Hbf – Roßdorf – Zeilhard – Georgenhausen – Groß-Bieberau – Niedernhausen Linde                                                      | Solobusse                                           |
| K87                    | Darmstadt Mathildenplatz – Zeilhard – Georgenhausen – Spachbrücken – Reinheim – Groß-Bieberau Schule                                          | Solobusse                                           |

## Fuhrpark

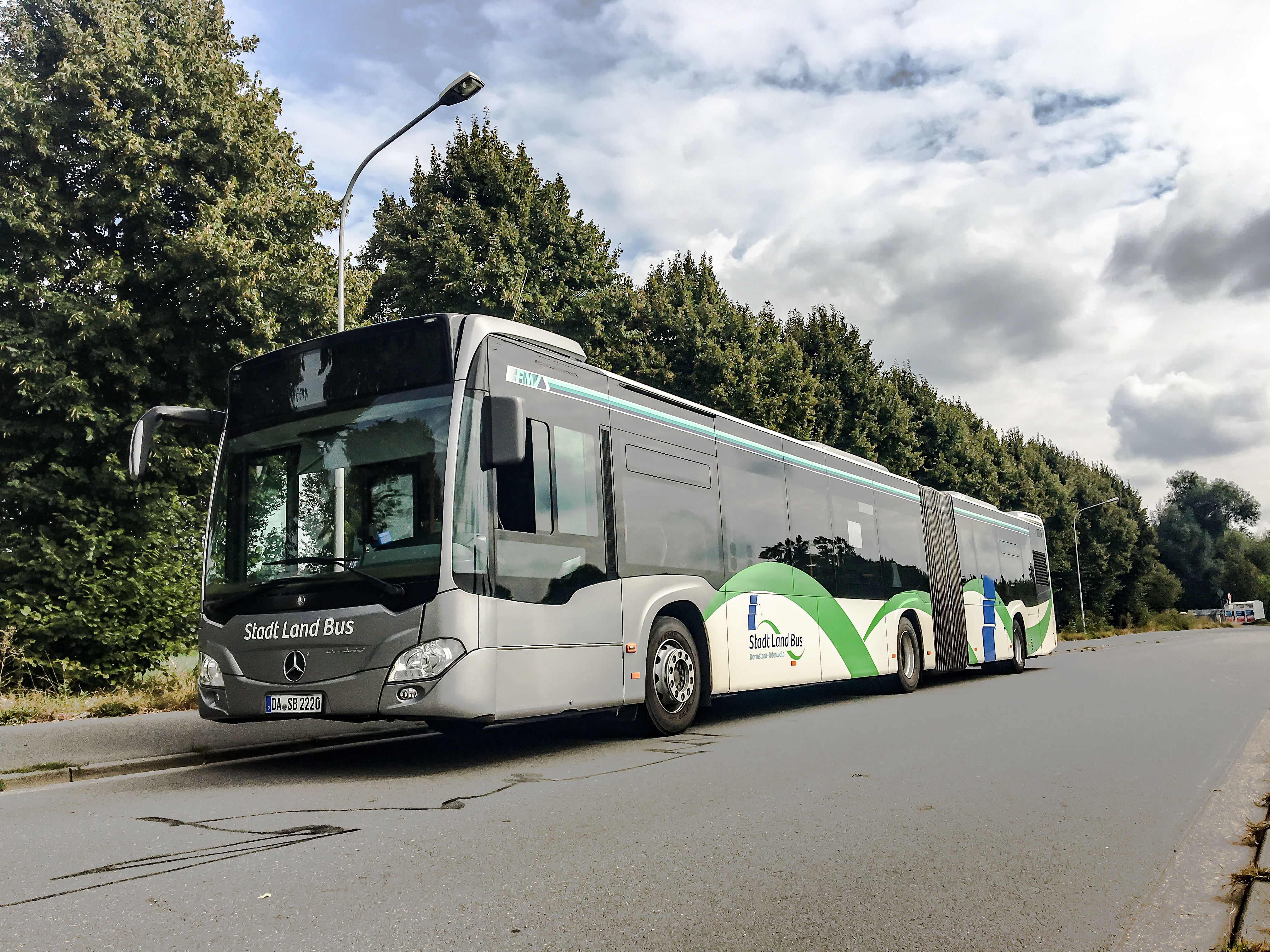
DA-SB 2220 mit Eigenwerbung in Reinheim/Ueberau.

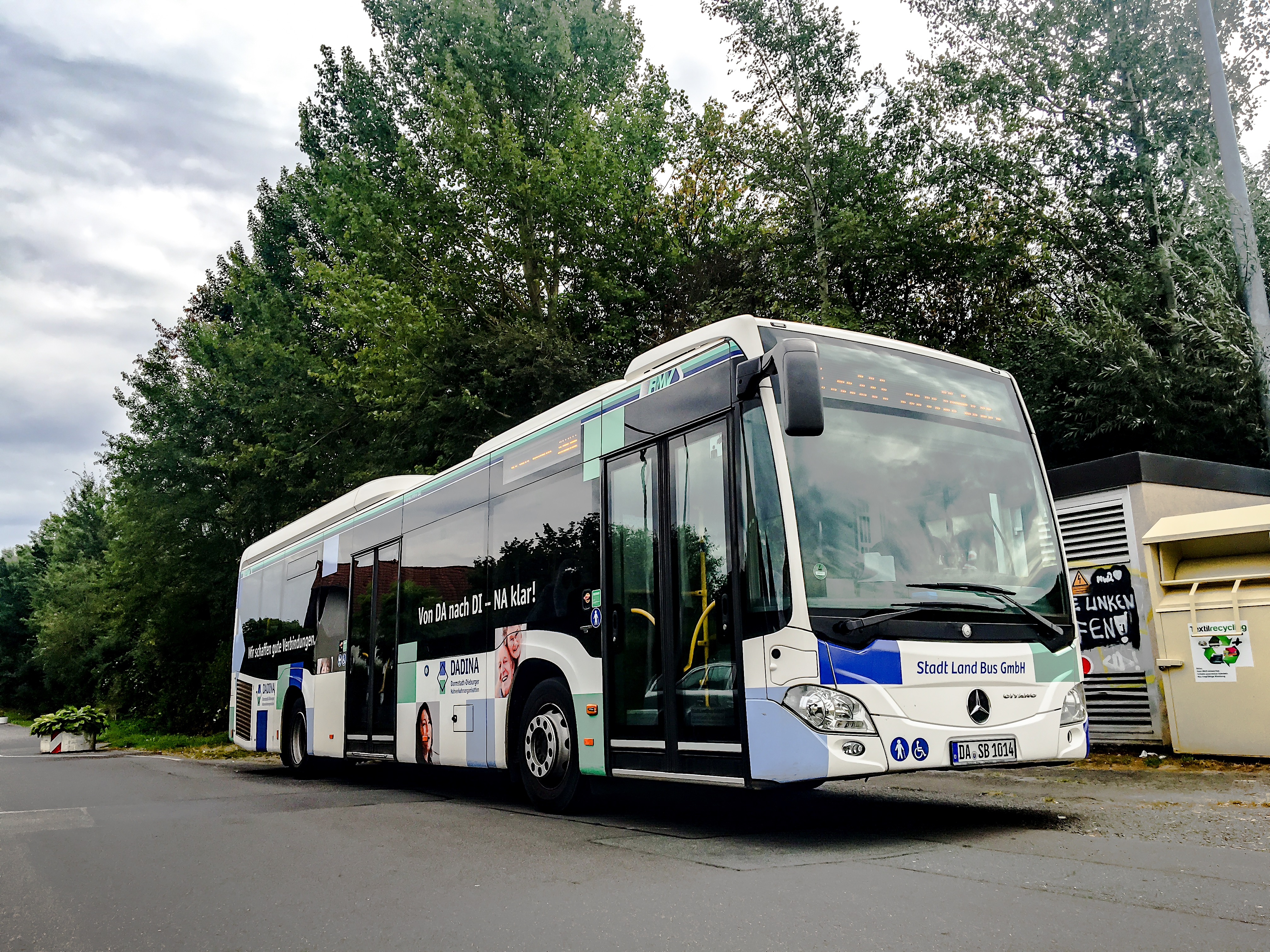
DA-SB 1014 mit Vollwerbung für die Dadina

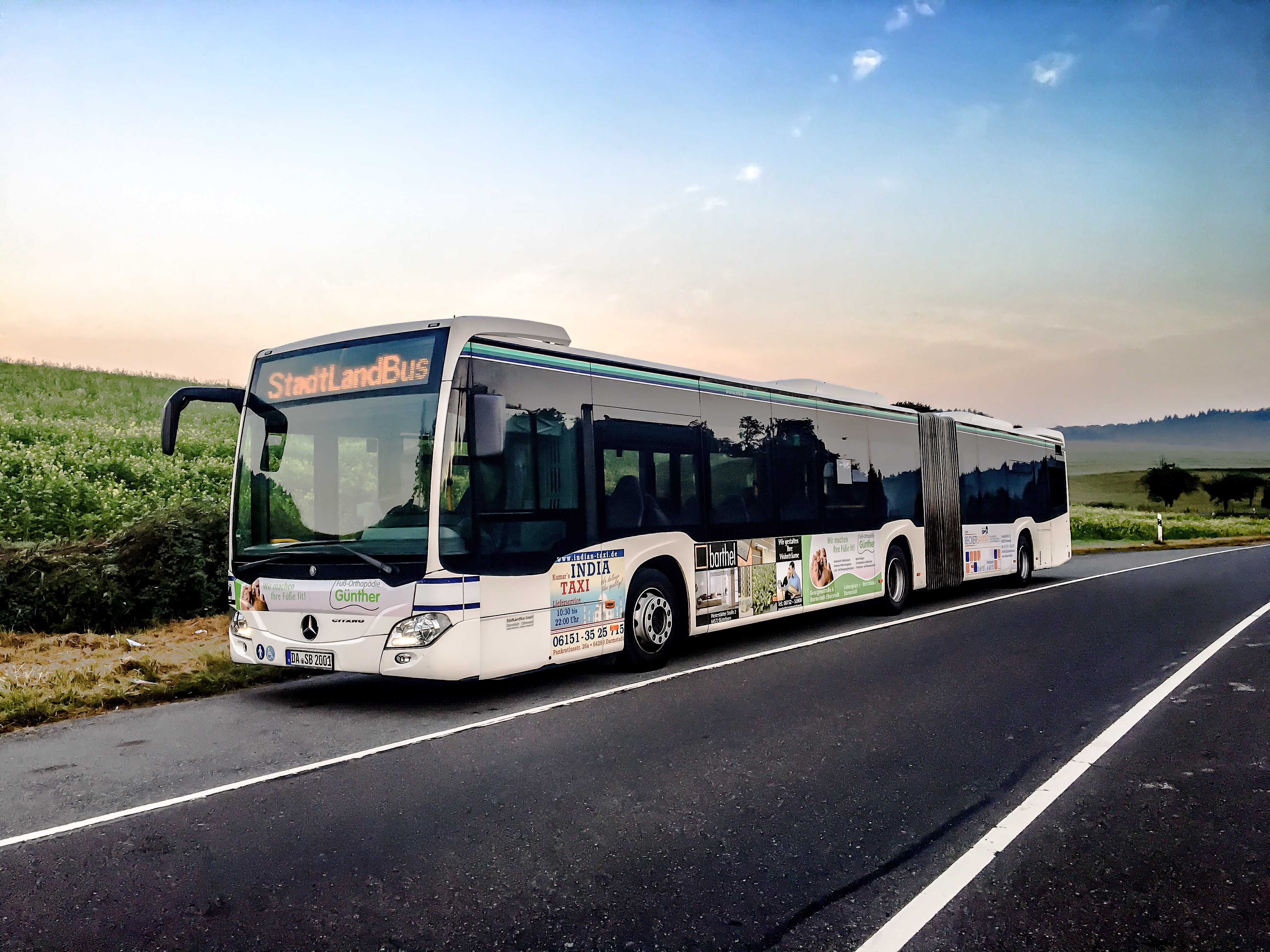
DA-SB 2001 mit diversen Werbungen

Die StadtLandBus GmbH übernahm einen Großteil der ehemaligen HAV-Fahrzeuge.
Im Mai 2014 erwarb man den ehemaligen Citaro-Vorführwagen MA-MB 8585 mit dessen Werbung als erstem Euro-VI-Gelenkbus und beklebte ihn mit Eigenwerbung. Es gab zum Ende des Jahres 2014 drei Neufahrzeuge. Im Mai 2015 folgten zwei Mercedes-Benz Conecto, welche ursprünglich für Mobilis Sp. z o.o. in Krakau, Polen, gebaut waren. Nach einem Unfall beim Transport kamen diese über einen Umweg durch die Niederlande zu StadtLandBus.
| Kennzeichen | Fahrzeug                      | Baujahr | Bemerkungen                                                                        |
| ----------- | ----------------------------- | ------- | ---------------------------------------------------------------------------------- |
| DA-AK 209   | Mercedes-Benz Citaro Facelift | 2007    | Heckwerbung                                                                        |
| DA-AK 221   | Mercedes-Benz Citaro Facelift | 2007    | div. kleine Werbungen                                                              |
| DA-AK 224   | Mercedes-Benz Citaro Facelift | 2007    |                                                                                    |
| DA-AK 225   | Mercedes-Benz Citaro Facelift | 2007    | Werbung der Darmstadt-Dieburger Nahverkehrsorganisation für das Schloß Lichtenberg |
| DA-AK 229   | Mercedes-Benz Citaro Facelift | 2007    | Vollwerbung für Skoda-Motor-Fashion GmbH                                           |
| DA-SB 1003  | Mercedes-Benz Citaro 2        | 2014    | Vollwerbung für Skoda Autohaus Welker                                              |
| DA-SB 1014  | Mercedes-Benz Citaro 2        | 2014    | Eigenwerbung der Darmstadt-Dieburger Nahverkehrsorganisation                       |
| DA-SB 2001  | Mercedes-Benz Citaro 2 GÜ     | 2014    | div. kleine Werbungen                                                              |
| DA-SB 2220  | Mercedes-Benz Citaro 2 G      | 2012    | Eigenwerbung StadtLandBus                                                          |
| DA-SB 2226  | Mercedes-Benz Conecto G       | 2014    |                                                                                    |
| DA-SB 2227  | Mercedes-Benz Conecto G       | 2014    | Heckwerbung                                                                        |
| ERB-CL 732  | Mercedes-Benz Conecto G       | 2014    | Leihfahrzeug der Verkehrsgesellschaft Gersprenztal                                 |

| Kennzeichen | Fahrzeug                        | Baujahr | Ausgemustert                                                |
| ----------- | ------------------------------- | ------- | ----------------------------------------------------------- |
| DA-AK 164   | Mercedes-Benz O 405 GN          | 1995    | 03.2014                                                     |
| DA-AK 156   | Mercedes-Benz O 405 N           | 1996    | 05.2014                                                     |
| DA-AK 104   | Setra S 315 NF                  | 2000    | 09.2014                                                     |
| DA-AK 144   | Setra S 315 NF                  | 2002    | 10.2014                                                     |
| DA-AK 149   | Setra S 315 NF                  | 2002    | 10.2014                                                     |
| DA-AK 125   | Mercedes-Benz Citaro            | 1997    | 10.2014                                                     |
| DA-AK 118   | Mercedes-Benz Citaro Facelift G | 2007    | 12.2014                                                     |
| DA-AK 187   | Mercedes-Benz Citaro Ü          | 2001    | 05.2015 an Verkehrsgesellschaft Gersprenztal als ERB-CL 101 |
| DA-AK 142   | Mercedes-Benz O 405 GN          | 1998    | 11.2015                                                     |
| DA-AK 132   | Mercedes-Benz Citaro Facelift G | 2007    | 02.2016                                                     |
| DA-AK 167   | Mercedes-Benz Citaro Facelift G | 2007    | 02.2016                                                     |
| DA-AK 206   | Mercedes-Benz Citaro Facelift G | 2007    | 09/2016 an Verkehrsgesellschaft Gersprenztal als ERB-CL 737 |
| DA-AK 211   | Mercedes-Benz Citaro Facelift   | 2007    | 03/2017 an Verkehrsgesellschaft Gersprenztal als ERB-CL 143 |

## Subunternehmer
StadtLandBus setzt auf allen fünf Linien folgende Subunternehmer ein:
- Omnibusbetrieb Jungermann, Groß-Umstadt
- Omnibusbetrieb Fritz Müller, Crumstadt
- Verkehrsgesellschaft Gersprenztal, Reichelsheim
- Omnibusreisen Neckartal-Odenwald Sauter, Beerfelden
- Kraftfahrunternehmen Ludwig Schüssler, Pfungstadt